# EX-108
La carretera EX-108 es de titularidad de la Junta de Extremadura. Su categoría es básica. Su denominación oficial es   EX-108 , de Navalmoral de la Mata a Portugal por Coria.

## Historia de la carretera
Es la antigua   C-511  que fue renombrada en el cambio del catálogo de Carreteras de la Junta de Extremadura en el año 1997.

## Inicio
Su origen está en la glorieta con la antigua   N-V , en el enlace de la   A-5  con la   EX-A1 , cerca de Navalmoral de la Mata. (39°52′25″N 5°34′53″O / 39.873569, -5.581511)

## Final
Su final está en la frontera con Portugal en el puente sobre el río Erjas, cerca de Monfortinho. (39°59′19″N 6°52′46″O / 39.988508, -6.879419)

## Evolución futura de la carretera
La carretera ha sido convertida en vía de servicio de la autovía   EX-A1 , de titularidad de la Junta de Extremadura, aunque permanecerá como carretera independiente y con su denominación actual.